# Heterachthes ebenus
Heterachthes ebenus – gatunek chrząszcza z rodziny kózkowatych. 

## Zasięg występowania
Ameryka Północna i Południowa; występuje na obszarze od płd.-wsch. USA (Floryda, Teksas, być może wschodnia część kraju) na płn. po Urugwaj na płd. a także w Indiach Zachodnich.

## Morfologia
Osiąga 6-12 mm długości ciała.

## Biologia i ekologia

### Tryb życia
W USA spotykany od kwietnia do sierpnia. Występuje nielicznie.

### Odżywianie
Larwy żerują m.in. na dębach, akacjach i sosnach.